# Wojków (Kowary)
Wojków (niem. Hohenwiese) – część miasta Kowary w Polsce, w województwie dolnośląskim, w powiecie karkonoskim. Położona jest w rejonie ulic Wojska Polskiego, Górnej i Kościuszki na północny wschód od centrum Kowar. 
Dawniej samodzielna wieś i gmina jednostkowa. Od 1945 w Polsce, gdzie ustanowiła gromadę w gminie Karpniki w powiecie jeleniogórskim w województwie wrocławskim. W związku z reformą administracyjną kraju jesienią 1954 Wojków włączono do Kowar.